# شیلد (کشتی حرفه‌ای)
گروه شیلد (به انگلیسی: The Shield،) نام گروه کشتی‌گیر ۳ نفره در کمپانی دبلیو دبلیو ای بود که رومِن رِینز و ست رولینز و دین امبروز تشکیل شده بود. این گروه با خیانت سث رولینز در راو سال ۲۰۱۴ تجزیه شد و از آن به بعد هر سه عضو گروه به صورت مجزا به فعالیت خود ادامه دادند. آن‌ها فعالیت ورزشی خود با این نام
را از سال ۲۰۱۲ در پی پر ویو سروایور سریز آغاز کردند و خود را حافظان عدالت
یا مجریان عدالت (به انگلیسی:hounds of justince) نامیدند و تاکنون موفق به کسب افتخاراتی در WWE شده‌اند.
اولین مسابقه این ۳ نفر با نام گروه شیلد در پی پر ویو TLC سال ۲۰۱۲ بود
که آن‌ها در یک مسابقه TLC توانستند رایبک و تیم هل نو که از دنیل براین
و کین تشکیل شده بود را شکست دهند. آن‌ها تا چند سال به صورت انفرادی در راو و اسمک داون فعالیت کردند تا اینکه در میز تی وی شو راو ۲۰۱۷ وبا حمله رومن رینز، دین امبروز و سث رولینز به میهمانان میز تی وی و خود میز اتحاد آن‌ها به صورت رسمی دوباره شکل گرفت. تا قبل از سروایور سریز سال ۲۰۱۲ هر ۳ تای آن‌ها به صورت مجزا در WWE وNXT فعالیت می‌کردند. حرکت پایانی منحصر به فرد آن‌ها، حرکت بمب قدرتی سه‌گانه (Triple Powerbomb) می‌باشد و هرکدام حرکت جدا گانه ای نیز دارند حرکت رومن رینز سپیر و سوپر من پانچ/حرکت ست رالینز کرب استون / حرکت دین امبروز درنی دیتس می‌باشد. این گروه با سوپراستاران زیادی در سال هال فعالیتش درگیری داشته‌است از جمله آنها تیم هل نو، تیم اولوشن، وایات فمیلی، بیگ شو و شیمز و رندی اورتن، د نیو دی، براک لزنر، براون استرومن، مارک هنری، جان سینا، درومک اینتایر و غیره بوده‌است.
و در حال حاضر 《دین امبروز》در کمپانی AEW فعالیت می‌کند.

## دوران ورزشی

### آغاز به کار با نام گروه شیلد (۲۰۱۲–۲۰۱۳)

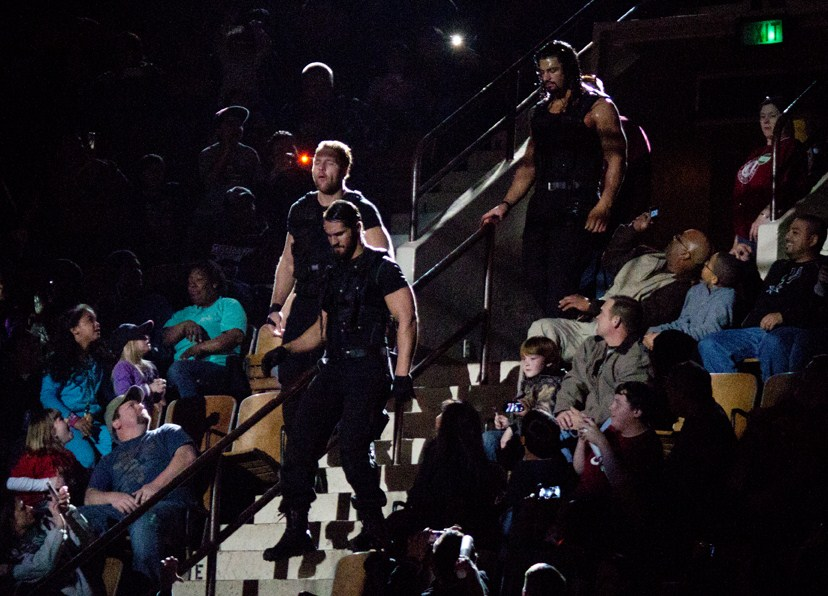
ورود گروه شیلد به رینگ از ناحیه تماشاگران

گروه شیلد اولین بار در پی پر ویو سوایور سریس حضور پیدا کردند و به رایبک حمله کردند و حرکت بمب قدرتی سه‌گانه (Triple powerbomb) را روی رایبک انجام دادند. 
مدتی بعد با تیم هل نو درگیر شدند و بدین ترتیب قرار شد گروه شیلد با رایبک و تیم هل نو (تیم تشکیل شده از دنیل براین و کین) در پی پر ویو میزها، نردبان‌ها و صندلی‌ها (T-L-C) سال ۲۰۱۲، یک مسابقه T-L-C بدهند و این اولین مسابقه آن‌ها (و البته تنها مسابقه آن‌ها در سال ۲۰۱۲) بود که در آن، بعد از انجام حرکت بمب قدرتی (powerbomb) روی بر این توسط رومن رینز و سپس پین کردن برایان پیروز شدند و یکی از زیباترین مسابقات سال نام گرفت. مدتی بعد آن‌ها با راک درگیری پیدا کردند. در آن زمان راک می‌بایست در مقابل سی‌ام پانک (قهرمان WWE در آن زمان) در پی پر ویو رویال رامبل سال ۲۰۱۳ بر سر کمربند WWE مسابقه دهد. 
در آن مسابقه گروه شیلد دخالت کردند و در ابتدا مسابقه به نفع سی‌ام پانک تمام شد و کمی بعد وینس مک‌ماهون (رئیس کمپانی WWE) وارد شد و مسابقه را مجدداً شروع کرد؛ حالا دیگر گروه شیلد نمی‌توانست دخالت کند و راک با پیروزی در آن مسابقه، قهرمان جدید کمربند WWE شد.
مدتی بعد آن‌ها با جان سینا و شیمس درگیر شدند و قرار شد در پی پر ویو اتاق حذف (Elimination Chamber) بین گروه شیلد و گروهی تشکیل شده از جان سینا و شیمس و رایبک مسابقه‌ای برگزار شود. 
در آن مسابقه (که دومین مسابقه حفاظ در WWE و اولین مسابقه آن‌ها در سال ۲۰۱۳ بود) گروه شیلد برنده شد. آن‌ها در شب بعد در شوی RAW حاضر شدند و توانستند رایبک و شیمس و کریس جریکو را شکست دهند و این اولین مسابقه آن‌ها در WWE RAW و سومین مسابقه آن با نام حفاظ بود. آن‌ها بعداً نیز چندین مسابقه دادند که در تمامی آن‌ها پیروز شدند. 
مدتی بعد آن‌ها با رندی اورتون و بیگ شو درگیر شدند و چون رایبک با مارک هنری و جان سینا با راک در رستلمنیا مبارزه داشتند، تیم مقابل حفاظ در رستلمنیا ۲۹ از شیمس و رندی اورتون و بیگ شو تشکیل شد که در آن مسابقه نیز پیروز شدند.

### کمربندهای USA و تگ تیم (۲۰۱۳)
آن‌ها مدتی بعد در شو WWE MAIN EVENT حضور پیدا کردند و در مقابل تنسای و برودوس کلِی و کوفی کینگستون پیروز شدند. این اولین مسابقه آن‌ها در WWE MAIN EVENT بود. 
در روز ۲۲ آوریل در WWE RAW دو تیم برادران ویرانی (آندرتیکر و کین) و تیم هل نو (کین و دنیل برایان) ترکیب شدند و مقابل حفاظ قرار گرفتند اما شکست خوردند. در شو WWE SMACKDOWN همان هفته، فقط دین امبروز در یک مبارزه تک به تک مقابل آندرتیکر قرار گرفت ولی تسلیم شد. 
پس از مسابقه، ست رالینز و رومن رینز به کمک دین امبروز آمدند و باز هم وضعیت سه به یک برقرار بود و گروه شیلد حرکت پایانی خود یعنی بمب قدرتی سه‌گانه را روی آندرتیکر زدند و او را به میز گزارش گران کوبیدند و میز شکست. آندرتیکر از آن به بعد تا پایان سال دیگر حضور نیافت اما برادر او یعنی کین و دنیل برایان به این درگیری ادامه دادند. 
قرار شد دین امبروز مقابل کوفی کینگستون (قهرمان US در آن زمان) در یک مسابقه تک به تک و ست رالنز و رومن رینز مقابل تیم هل نو (قهرمانان تگ تیم دابلیو دابلیو ئی در آن زمان) در یک مسابقه تگ تیم گردبادی (Tornado) در پی پر ویو قوانین افراطی(Extreme Rules) قرار بگیرند که آن‌ها در این مسابقات شرکت کردند و پیروز شدند و به عنوان قهرمانان جدید کمربندهای US و تگ تیم معرفی شدند. تیم هل نو پس از باختن کمربندهای تگ تیم از هم جدا شدند و قرار شد که رندی اورتون هم تیمی دنیل بر این باشد. 
دنیل بر این و رندی اورتون و کین در شو WWE SMACKDOWN قبل از پی پر ویو انتقام توانستند اولین گروهی باشند که گروه شیلد را تسلیم می‌کنند ولی در پی پر ویو انتقام، دین امبروز از کمربند خود مقابل کین و ست رالنز و رومن رینز هم از کمربندهایشان مقابل رندی اورتون و دنیل برایان دفاع کردند. 
در یکی از شوهای WWE SMACKDOWN گروه اوسو و کریسچن توانستند حفاظ را برای اولین بار با پین کردن شکست دهند ولی گروه شیلد در شو WWE RAW تلافی کرد و آن‌ها را در یک مسابقه مجدد شکست داد. در پی پر ویو مانی این د بنک، رالینز و رینز از کمربندهای خود مقابل جیمی و جی (گروه اوسو) دفاع کردند و دین امبروز در مسابقه نردبانی سر چمدان مانی این د بنک مربوط به کمربند قهرمانی سنگین‌وزن شرکت کرد و موفق نشد چمدان را بردارد و دیمین سِنداو چمدان را برداشت و برنده شد. 
مدتی بعد آن‌ها با مارک هنری و راب ون دم و بیگ شو درگیر شدند و این گروه توانستند در یک مسابقه، حفاظ را شکست بدهند. 
در پی پر ویو سامِر اِسلَم دین امبروز (با همراهی رومن رینز و ست رالینز در کنار رینگ) می‌بایست از کمربند خود مقابل راب ون دام (با همراهی بیگ شو و مارک هنری در کنار رینگ) دفاع کند اما پس از این که رینز حرکت نیزه یا همان اِسپیِر را روی ون دام انجام داد، او مبارزه را به خاطر سلب صلاحیت باخت و صاحب کمربند تغییر نکرد.

### همکاری با تریپل اچ (۲۰۱۳)

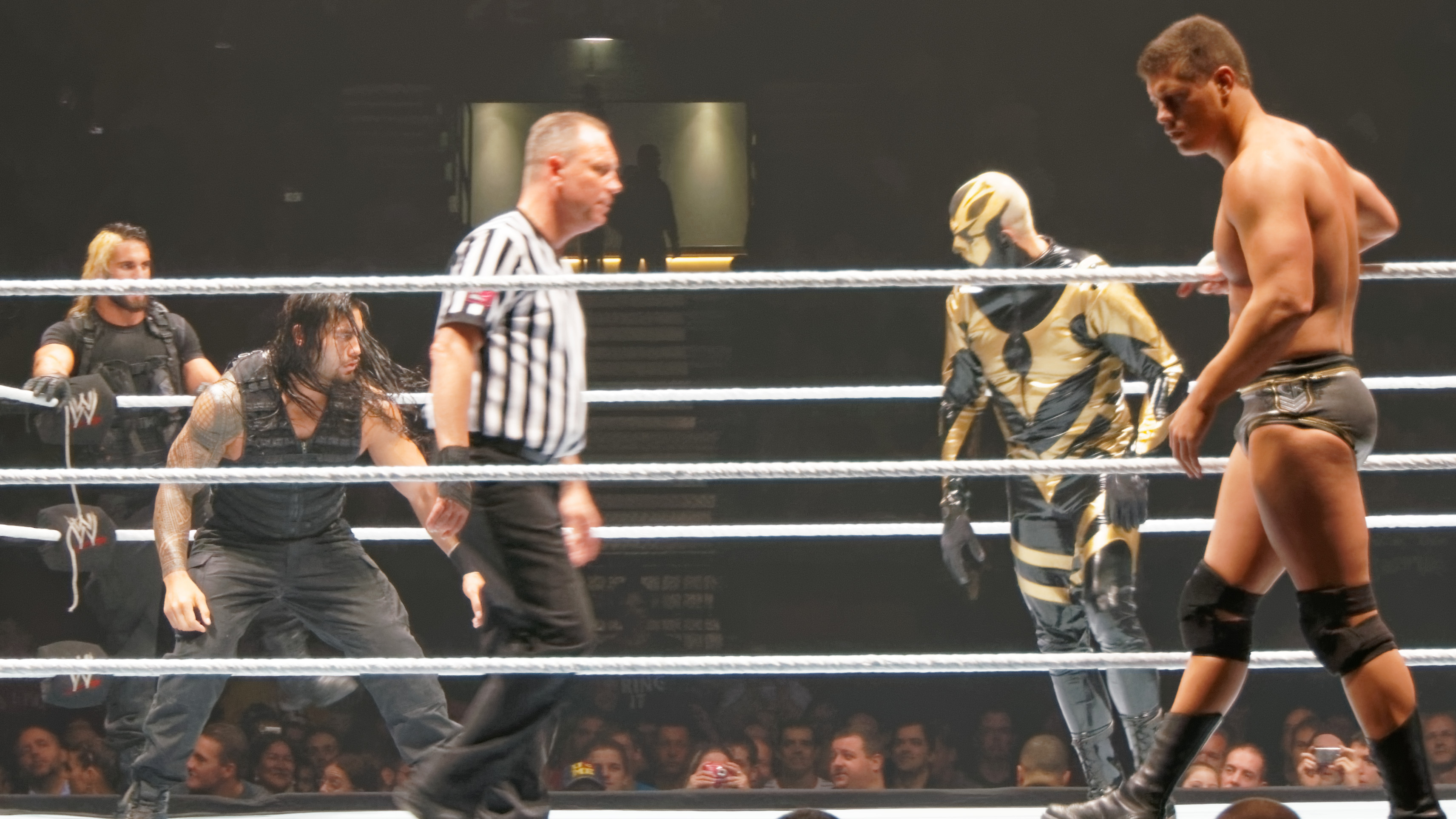
رولینز و رینز قهرمانی تگ تیم خود را به کودی رودز (راست) و گلداست (چپ) باختند

از پی پر ویو سامراسلم به بعد، آن‌ها به گروه همکاران تریپل اچ تبدیل شدند و در کنار مسابقات خود می‌بایست از تریپل اچ نیز حمایت کنند. تریپل اچ هم به رندی اورتون که پس از استفاده از چمدان خود قهرمان جدید WWE شده بود این اخیار را داده بود که در مواقع نیاز از حفاظ کمک بگیرد و گروه شیلد طبق دستورهای تریپل اچ به کشتی گیران حمله‌ور می‌شدند و وقتی که تریپل اچ با سر به آن‌ها اشاره می‌کرد، آن‌ها اجازه داشتند حرکت بمب قدرتی سه‌گانه را روی آن کشتی‌گیر که مورد حمله قرار گرفته بود، انجام دهند. بیشتر هم تریپل اچ، دنیل بر این (حریف اورتون در پی پر ویو شب قهرمانان (Night of Champions) سال ۲۰۱۳ سر کمربند WWE) را مورد هدف قرار داده بود. آن‌ها از عناوین خود در شب قهرمانان مقابل دولف زیگلر و گروه پرایم تایم پلِیِرز دفاع کردند. در یکی از شوهای WWE RAW بعد از شب قهرمانان، حفاظ در یک مسابقه نابرابر ۱۱ مقابل ۳ به صورت حذفی در مقابل دنیل براین، جیمی اوسو، جی اوسو، راب ون دام، زک رایدر، جاستین گابریل و ۵ نفر دیگر قرار گرفتند ولی شکست خوردند. مدتی بعد آن‌ها با خانوادهٔ رودز (کودی رودز، گُلداست و پدر آن‌ها یعنی داستی رودز) درگیر شدند. تریپل اچ اعلام کرد قرار است یک مسابقه بدون عنوان در پی پر ویو رزمگاه بین رالنز و رینز در مقابل گُلداست و کودی رودز برگزار شود مشروط بر این که اگر تیم رودز برنده شد، کودی رودز و گُلداست به WWE بر می‌گردند ولی اگر تیم حفاظ پیروز شد، داستی رودز (کشتی‌گیر باز نشسته WWE) از سمتش یعنی مربی گری برای کشتی گیران WWE NXT برکنار می‌شود. در آن مسابقه حفاظ شکست خورد و مدتی بعد یک مسابقه بدون سلب صلاحیت(به انگلیسی: No Disqualification) سر کمربندهای تگ تیم در شوی WWE RAW بین رالنز و رینز و تیم برادران رودز برگزار شد که در آن بیگ شو وارد شد و به هر ۳ عضو حفاظ ضربهٔ KO Punch را زد و تیم برادران رودز برنده شدند و به عنوان قهرمانان جدید کمربندهای تگ تیم شناخته شدند. مدت زمان این قهرمانی برای حفاظ ۱۴۸ روز بود. البته دین امبروز دو روز بعد از این، توانست در شو ی WWE MAIN EVENT از عنوانش مقابل دولف زیگلر دفاع کند و هم چنان قهرمان کمربند US باقی بماند. در پی پر ویو جهنم درون یک قفس، امبروز مقابل بیگ ای لَنگستِن برای دفاع از عنوانش قرار گرفت اما با Countout باخت. هر چند صاحب کمربند باقی ماند. رالنز و رینز هم در یک مسابقه متشکل از ۳ تیم سر کمربندهای تگ تیم حاضر شدند و مقابل تیم اوسو و تیم برادران رودز قرار گرفتند و برای باز پس‌گیری کمربندهایشان تلاش کردند اما موفق نشدند. در پی پر ویو سروایور سیریز (که در سال قبل در همین پی پر ویو برای اولین بار در WWE با نام حفاظ وارد رینگ شدند) آن‌ها با تیم آمریکاییان اصیل (جک سوئگر و آنتونیو سزارو) هم تیمی شدند و یک مسابقه تگ تیم ۵ به ۵ نابودی (که مسابقه مخصوص این پی پر ویو است) در مقابل تیم ری میستریو (متشکل از ری میستریو، تیم برادران اوسو و قهرمانان تگ تیم یعنی برادران رودز) انجام دادند و پیروز شدند. در این مسابقه رومن رینز با حذف ۴ نفر، اولین کسی که این کار را انجام داده نامیده شد.

### درگیری با سی‌ام پانک و سپس با تیم خانواده وایت (۲۰۱۳–۲۰۱۴)

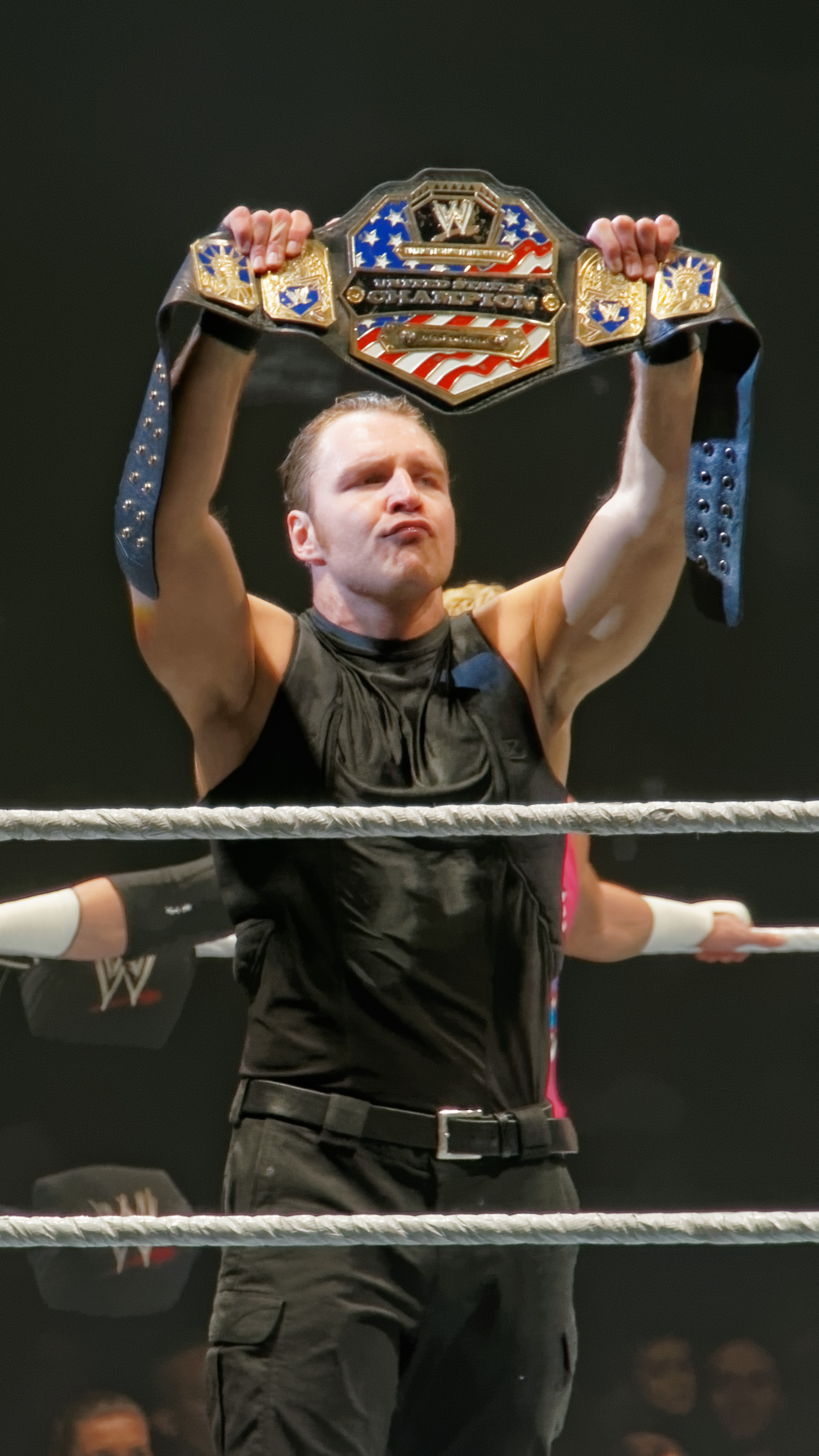
از نوامبر ۲۰۱۳ امبروز تنها عضوی از شیلد بود که هنوز عنوان قهرمانی داشت.

در شب بعد از سروایور سریز در WWE RAW وقتی که تیم خانواده وایت (لوک هارپر، اریک روون و در رأس آن‌ها بری وایت) به دنیل برایان حمله کرده بودند و آن را از سالن خارج می‌کردند و سی‌ام پانک (که او هم با خانواده وایت درگیر بود) قصد کمک به برایان را داشت، گروه شیلد به او حمله کرد و در نهایت حرکت بمب قدرت سه‌گانه را روی پانک انجام دادند. در هفته بعد در WWE RAW، کین (که از پی پر ویو جهنم درون یک قفس به بعد طرف تریپل اچ را گرفته بود و دیگر ماسک خود را برداشته بود و شغل مدیریت اجرایی را در دست گرفته بود) مسابقه ۳ بر ۱ برای پانک مقابل حفاظ در پی پر ویو میزها نردبان‌ها و صندلی‌ها (که اولین مسابقهٔ آن‌ها با نام حفاظ در همین پی پر ویو در سال قبل بود) را رسمی کرد. در آن مسابقه رومن رینز به اشتباه حرکت نیزه را روی دین امبروز انجام داد و بدین ترتیب سی‌ام پانک برنده شد اما در شب بعد در WWE RAW، گروه شیلد توانستند سی‌ام پانک و تیم برادران اوسو را شکست دهند با انجام حرکت نیزه روی سی‌ام پانک توسط رینز.
گروه شیلد در مسابقه ۳۰ نفره رویال رامبل شرکت کردند و در آن مسابقه رالنز و امبروز توسط رینز حذف شدند (!) و در انتهای مسابقه رومن رینز و باتیستا درون رینگ باقی‌مانده بودند که باتیستا با حذف رینز توانست مسابقه رویال رامبل را پیروز شود. لازم است ذکر شود، در آن مسابقه رینز با حذف ۱۲ نفر توانست رکورد ۱۳ ساله کین را بشکند. کین در رویال رامبل ۲۰۰۱ با حذف ۱۱ نفر رکورد دار در این زمینه بود.
در شوی WWE RAW یک شب بعد از رویال رامبل یک مسابقه تگ تیم ۳ به ۳ بین گروه شیلد و تیمی متشکل از جان سینا، شیمس و دنیل برایان برگزار شد و هر سه عضو تیم برنده می‌توانست در پی پر ویو اتاق حذف (المینیشن چمبر) در مسابقه ۶ نفره اتاق حذف سر کمربند دبلیو دبلیو ای سنگین‌وزن (هر دو کمربند جهانی WWE و سنگین‌وزن) شرکت داشته باشد که این مسابقه با دخالت تیم خانواده وایت (بری وایت، لوک هارپر و اریک رووان) و حمله آن‌ها به تیم مقابل حفاظ، با قانون رد صلاحیت (DQ) به نفع تیم مقابل به پایان رسید. مدتی بعد گروه شیلد که خانواده وایت را مقصر عدم حضورشان در مسابقه اتاق حذف می‌دانستند، خواستار یک مسابقه تگ تیم ۳ به ۳ در مقابل خانواده وایت شدند. آن‌ها در آن مسابقه شکست خوردند. در ۳مارس، وقتی کار تیمی ضعیف شیلد باعث شد سث رولینز مسابقه را ترک کند، دوباره در برابر خانواده وایت شکست خوردند. بعداً رولینز ادعا کرد به اندازه کافی برای حفظ تیم زحمت کشیده‌است.

### سرکشی در برابر مراجع قدرت (۲۰۱۴)

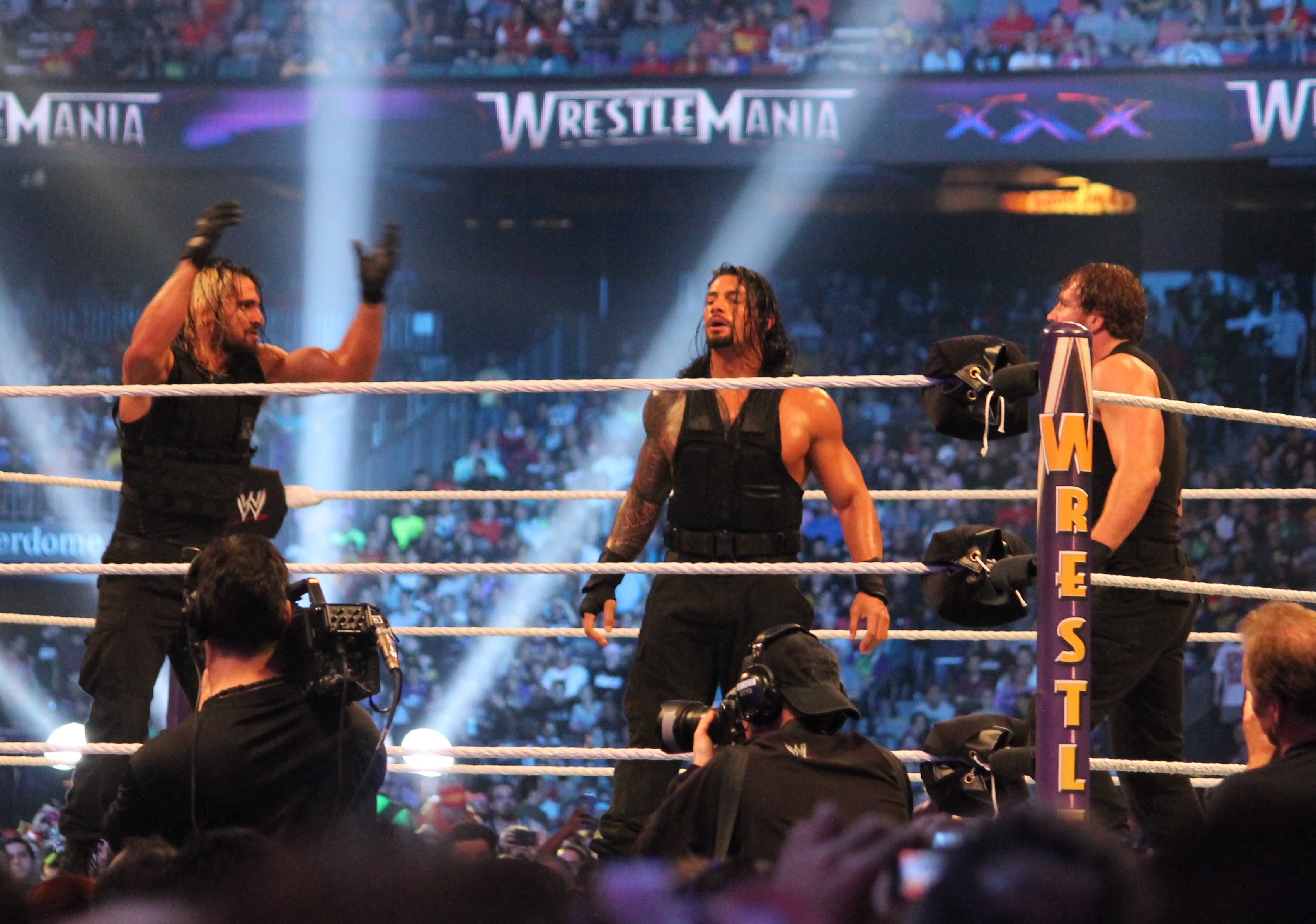
پیروزی شیلد در رسلمینیای ۳۰

در ۷ مارس اعضای این گروه در رینگ جمع شدند عدم هماهنگی خود را از بین ببرند. رولینز گفت اقدام او باعث شد تا امبروز و رینز در نهایت باهم هماهنگ شوند. بعد از این که امبروز و رولینز به یکدیگر حمله کردند، این سه دوباره آشتی کردند.
دشمنی بعدی شیلد با کین بود. کین به عنوان مدیر اجرایی «مرجع قدرت» در ۱۷ مارس از آن‌ها خواست تا به جری لاولر (مفسر) حمله کنند. اما شیلد در عوض به کین حمله کردند و تبدیل به چهره‌ای محبوب شدند و برای اولین بار شخصیتی قهرمانانه ایجاد کردند. برای تلافی، کین و گروه بیلی گان و رود داگ، در ۲۱ مارس به شیلد حمله کردند. این‌ها باعث ایجاد مسابقه شیلد در برابر کین، بیلی گان و رود داگ در رسلمانیا ۳۰ شد که شیلد در آن برنده شد.
بعداً کین اشتباهاً فاش کرد که تریپل اچ برنامه حمله به شیلد طی ماه‌های اخیر را ریخته بوده‌است. در نتیجه وقتی تریپل اچ مقابل قهرمان سنگین‌وزن، دنیل براین، قرار گرفت و کین، اورتون و باتیستا به بر این حمله کردند، شیلد دخالت کردند و از بر این حفاظت کردند. در ۸ آوریل ۲۰۱۴ شیلد نهایتاً موفق به شکست خانواده وایت شد. سه روز بعد، شیلد دوباره با زدن پاوربامب سه‌گانه روی کین، از دنیل براین محافظت کردند.
در ۱۴ آپریل گروه شیلد مقابل ۱۱ کشتی‌گیر دیگر قرار گرفتند که این مسابقه بی‌نتیجه ماند؛ زیرا همه ۱۱ کشتی‌گیر به شیلد حمله کردند و بعد هم رندی اورتون، تریپل اچ و باتیستا در قالب گروه تحول(به انگلیسی: Evolution) به آن‌ها حمله کردند. در اسمک‌داون ۱۸ آوریل، تریپل اچ به‌طور رسمی اعلام کرد که گروه شیلد باید در اکستریم رولز مقابل گروه تحول قرار بگیرد. در مقابل شیلد به جک سواگر، ۳ام بی، فاندانگو، کرتیس اکسل و حتی جنرال منیجر راء برد مدوکس، حمله کردند. سپس در مسابقه ۵ در برابر ۳ توانستند رایبک، بدنیوز برت، تایتس اونیل، دمین ساندو و آلبرتو دل ریو را شکست دهند. در ابتدا قرار بود یک مسابقه ۱۱ دربرابر ۳ دیگر برگزار شود ولی شیلد در بین شو به حریفان خود حمله کردند تا تعداد آن‌ها را کم کنند. شیلد در اکستریم رولز توانست گروه تحول را شکست دهد. شب بعد در راء تریپل اچ، دین امبروز را مجبور کرد تا از عنوانش در برابر ۱۹ نفر دیگر در بتل رویال ۲۰ نفره دفاع کند. امبروز نهایتاً توسط شیمس حذف شد و سلطه او بر عنوان قهرمانی آمریکا بعد از ۳۵۱ روز به پایان رسید. تریپل اچ سپس شیلد را در مسابقه ۶ نفره تیمی در برابر خانواده وایت قرار داد که شیلد با حواس‌پرتی به وسیله گروه تحول باخت. یک هفته بعد در راء شیلد درخواست مسابقه‌ای دیگر در برابر گروه تحول در پی پی وی پی‌بک را کردند که تریپل اچ پذیرفت و در طول همان شو، شیلد سه بار مختلف به گروه تحول حمله کردند. در پی بک مسابقه بین شیلد و گروه تحول از نوع «نو هولدز بارد» بود. شیلد دوباره بر تحول پیروز شد در حالی که هیچ‌یک از اعضای شیلد حذف نشد.

### خیانت رولینز و تجزیه گروه(۲۰۱۴)
در راو بعد از پی‌بک به تاریخ ۲ ژوئن، تریپل اچ به همراه باتیستا و اورتن وارد رینگ شد تا اعلام کند که به دشمنی تحول با شیلد ادامه خواهد داد تا زمانی که دیگر شیلدی وجود نداشته باشد، ولی باتیستا از این امر سر باز زد و خواهان مسابقه خود برای قهرمانی کمربند دبلیودبلیوئی سنگین‌وزن جهان شد که تریپل اچ نپذیرفت؛ بنابراین باتیستا تصمیم به تَرکِ مجدد کمپانی گرفت. در همان شب، وقتی شیلد در رینگ حضور داشت تریپل اچ و اورتن وارد میدان شدند و تریپل اِچ اعلام کرد که همیشه راه حل دومی هم وجود دارد. این‌جا بود که ناگهان سث رالینز به دیگر اعضای شیلد یعنی امبروز و رِینز حمله‌ور شد و آن‌ها را با صندلی فلزی مورد حمه قرار داد و به آن‌ها خیانت کرد. بعدتر، او در صفحه فیسبوک خود رسماً اعلام کرد که به تیم تحول پیوسته و دیگر در شیلد با امبروز و رینز همکاری نمی‌کند. این عمل سث رالینز باعث ناراحتی هواداران شد و آن‌ها شعار (You Sold Out) به معنی تو خودت را فروختی را برای رالینز به کار بردند. در راء رولینز کارش را اتمام یک رابطه کاری خواند و گفت «ساخته خودش» را خراب کرد تا بتواند علایق خودش را پیش ببرد. در ادامه همان شب، امبروز و رینز همراه با جان سینا در برابر خانواده وایت قرار گرفتند و بردند. در اسمکدان همان هفته، رینز با قهرمان بین قاره ای، بد نیوز برت، مبارزه داشت که بخاطر دخالت گروه 3MB برگزار نشد. امبروز هم برای کسب فرصت شرکت در مسابقه نردبان پی پی وی مانی این د بنک با بری وایت مسابقه داد. ولی رالینز حواس او را پرت کرد و باخت. بعد از این امبروز شروع به دشمنی با رالینز کرد و هم‌زمان رینز با هدف قرار دادن ویکی گررو، سعی کرد فرصت شرکت در بتل رویال تعیین صلاحیت برای مسابقه نردبان مانی این د بنک را بدست آورد. او در بتل رویال با حذف روسف برنده شد. قرار نیست جدایی رینز و امبروز رسمی‌شود ولی آن‌ها از هم‌اکنون راه جداگانه‌ای را خواهند رفت. در ۲۰ ژوئن در اسمکدان هم امبروز با تم سانگ جدید خود وارد شد و دیگر لباس شیلد را بر تن نداشت.

### تشکیل دوباره
گروه شیلد در راو ۹ اکتبر ۲۰۱۷ بار دیگر رسماً با هم متحد شدند و در همان شب، ابتدا به سِزارو و شیمس و کورتیس اکسل حمله کردند و د میز را تریپل پاوربام کردند و پس از آن هم سراغ براون استرومن رفتند و با حرکت تمام‌کننده خود یعنی تریپل پاوربام، او را به درون میز گزارشگران کوبیدند تا حضور خود را محسوس‌تر کنند. در همان شب، کرت انگل اعلام کرد که در تی‌ال‌سی ۲۰۱۷، شیلد مقابل د میز، د بار(شیمس و سزارو) و براون استرومن مسابقه خواهند داد. سپس د میز با کرت انگل صحبت کرد و یک مسابقه درون قفس بین رومن رینز و براون استورمن بود اگر براون استورمن برنده می‌شد یک نفر به آن‌ها اضافه می‌شد که با دخالت کین رومن رینز باخت تا مسابقه ۵ به ۳ بشود. در توییتر رسمی wwe اعلام شد رومن رینز مصدوم است و کرت انگل به جای او به میدان می‌رود.
در تی ال سی ۲۰۱۷ دین امبروز و ست رولینز و کورت انگل باید در مقابل کین، سزارو، شیمس، دمیز، و براون استرومن در مسابقهٔ میزها نرده بان‌ها و صندلی‌ها قرار می‌گرفتند در آن مسابقه زیبا بسیار از حرکات ریسکی انجام شد از جمله المود راب دین امبروز و ست روللینز روی کین و بران استرون روی میزهای گزارشگران، فینیشر سنگین بران استرومن روی کورت انگل که باعث مصدومیت کرت انگل شد. و مقاوت عالی دین امبروز و ست رولینز در مقابل ۵ نفر.
در پایان کورت انگل به بازی برگشت و به سزارو و شیمس انگل اسلم رفت. سپس دین امبروز و ست رولینز کین رو به دیوار پرتاب کردن و در آخر دین امبروز و ست رولینز و کورت انگل روی د میز فینیشرهای خود زدند و در پایان پاور پامب سهگانه رو روی د میز اجرا و سپس او را پین کردند.
در سیروایور سریز تیم شیلد یعنی دین امبروز و ست رولینز و رمن رینز د رمقابل نیودی قرار گرفتند که در آن مسابقه پیروز شدند در راو هفته بهد رومنن رینز توانست دمیز را شکست دهد و قهرمان کمربند اینترکانتنتال شود اما در شببعد دین امبروز و ست رولینزکمربندهای خود را از دست دادند. در راو چند هفته بعد هم د میز توانست با کمک سزاو و شیمس کمربند خود را از رومن رینز پس بگیرد و در بازی دیگر دین و ست در مقابل سزارو و شیمس مسابقه داشتند که در ان مسابقه دین امبوز مصدوم شد و به گفته دکترا تا ۹ ماه از میادین دور خواهد بود. بعد از مصدومیت دین امبروز ست رولینز و به سمت کمربند اینترکاتال رفت و در رسلمنیا ۳۴توانست کمربند را از دمیز بگیرد او همچنین توانست چندین بار از کمربندش در مقابل دمیز وفین بالور دفاع کند. همچنین رومن رینز توانست در مسابقه النمیشن چمبر برنده و حریف براک لزنر در رسلمنیا ۳۴ شود که در آن مسابقه با خوردن ۶ اف فایو بازی را ببازد او همچنین در بکلش ساوا جو را شکست داد.

### بازگشت شیلد(۲۰۱۸)
پس از رویداد سامراسلم۲۰۱۸ در شو راو رومن در حال مسابقه با فین بلر بود و آماده بود که به فین اسپیر بزند که ناگهان تم براون استرومن پخش شد و براون به همراه چمدانش وارد شد و در همین حال وقتی که توجه رومن به براون بود فین به رومن دراپ کیک زد و آماده بود که به رومن فینیشر بزند که رومن جاخالی داد و به او اسپیر زد و مسابقه را برد ولی تازه براون وارد رینگ شد وmoney in the bank contractروکش این کرد و آماده حمله به رومن بود که ناگهان تم د شیلد به صدا درآمد و ست رالینز به همراه دین امبروز وارد سالن شدند و به براون حمله کردند و پس از آن به براون روی میز گزارشگران تریپل پاور بمب زدند و دستانشون رو به شکل همیشگی شیلد مشت شده کنار هم گذاشتند و د شیلد روباره تشکبل شد.

## خصوصیات و افتخارات

### حرکت پایانی

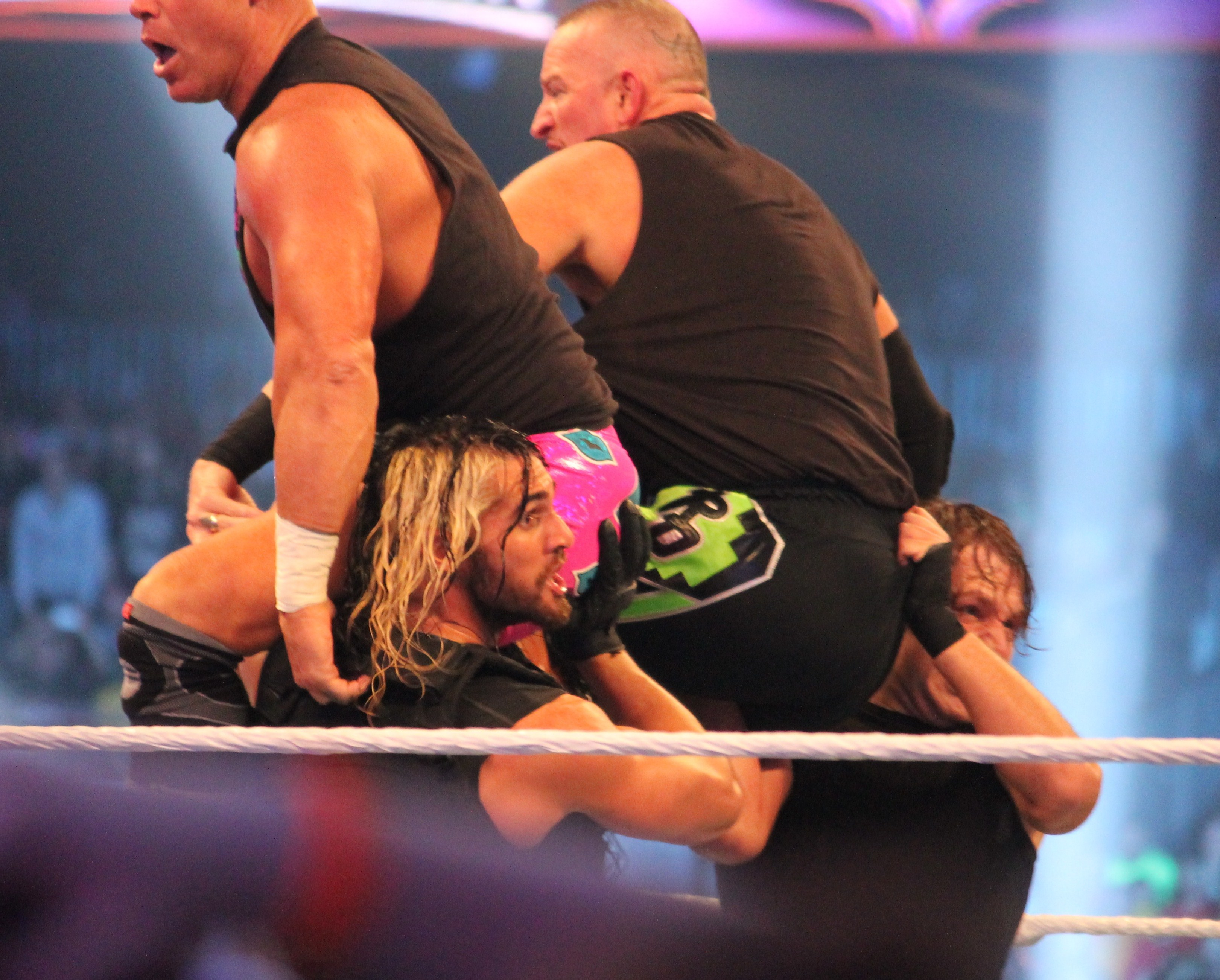
اجرای پاوربامب سه‌گانه روی نیو ایج اوتلاوز

- Triple powerbomb (بمب قدرت سه‌گانه)

گروه شیلد اولین بار حرکت بمب قدرت سه‌گانه را در پی پر ویو سوایور سریس سال ۲۰۱۲ بر روی رایبک انجام دادند.

### القاب
- The Hounds of Justice

### آهنگ تم ورود
- آهنگ Special Op اثر جیم جانستون[۱۷]

گروه شیلد از پی پر ویو میزها، نردبان‌ها و صندلی‌ها (وقتی که قرار بود برای اولین بار با نام حفاظ مسابقه بدهند) به بعد از این آهنگ به عنوان آهنگ تم ورودی استفاده کردند.

### افتخارات
- قهرمانی کمربند NXT توسط ست رالینز: اولین قهرمان این کمربند
- قهرمانی کمربند US در ۲۰۱۳ توسط دین امبروز: با شکست دادن کوفی کینگستون در پی پر ویو قوانین افراطی (اکستریم رولز) قهرمان شد و این عنوان را تا سال ۲۰۱۳ تا یک شب بعد از پی پر ویو قوانین افراطی (اکستریم رولز) حفظ کرد تا این که در WWE RAW پس از ۳۵۱ روز حفظ این کمربند، عنوان را به شیمس باخت.
- امبروز از لحاظ مدت حفظ کمربند US رتبه هشتم را دارد (با ۳۵۱ روز حفظ عنوان)
- قهرمانی تگ تیم دابلیو دابلیو ای توسط رومن رینز و ست رالینز در ۲۰۱۳: با شکست دادن تیم هل نو در پی پر ویو قوانین افراطی (اکستریم رولز) قهرمان شدند و این عنوان را به مدت ۱۴۸ روز حفظ کردند
- اولین مسابقهٔ آن‌ها با نام حفاظ در پی پر ویو میزها، نردبان‌ها و صندلی‌ها در مقابل تیم هل نو (کین و دنیل برایان) و رایبک و یک مسابقهٔ میزها، نردبان‌ها و صندلی‌ها بود که یکی از مسابقات مهم و قدیمی WWE است و در آن پیروز شدند
- آن‌ها در اولین سالگرد حضورشان در WWE (پی پر ویو سروایور سریز) توانستند همراه با تیم آمریکاییان اصیل، مسابقهٔ قدیمی و مخصوص این پی پر ویو (مسابقه تگ تیم ۵ به ۵ نابودی سروایور سریز) را در مقابل تیم ری میستریو (ری میستریو، تیم برادران اوسو و قهرمانان تگ تیم یعنی برادران رودز) پیروز شوند. در آن مسابقه رومن رینز ۴ نفر از تیم مقابل را حذف کرد و این برای اولین بار در WWE بود
- در سال ۲۰۱۳، دین امبروز رتبه ۲۶ از میان ۵۰۰ کشتی‌گیر منتخب سال از طرف PWI را کسب کرد
- در مسابقه رویال رامبل (۲۰۱۴)، رومن رینز با حذف ۱۲ نفر توانست رکورد ۱۳ ساله کین در این زمینه را بشکند و رکورد بیش‌ترین حذف را به نام خود ثبت کند.